# Michael McGlinchey
Michael McGlinchey, född den 7 januari 1987 i Wellington, Nya Zeeland, är en nyzeeländsk fotbollsspelare som spelar för Central Coast Mariners.

## Klubbkarriär
McGlinchey började sin karriär i den skotska storklubben Celtic FC där han fick debutera när han kom in som avbytare i en match mot Livingston FC i december 2005. Efter det fick han inte någon mer speltid efter att klubben bytte tränare från Martin O'Neill till Gordon Strachan. Under säsongen 2007/2008 lånades han ut till Dunfermline Athletic FC där han fick spela åtta matcher.
Inför säsongen 2009/2010 bytte McGlinchey klubb till den australiensiska proffsklubben Central Coast Mariners FC som spelar i den australiensiska och nyzeeländska proffsligan A-League. Han blev under våren 2010 utlånad till den skotska klubben Motherwell FC för att han skulle få mer speltid inför VM i Sydafrika senare under året.

## Landslagskarriär
McGlinchey är född i Nya Zeeland, men uppvuxen i Skottland och han spelade därför i de skotska U19-, U20- och U21-landslagen innan han 2009 valde att representera Nya Zeeland istället för Skottland i landslagssammanhang. Han debuterade sedan i en vänskapsmatch mot Jordanien den 9 september 2009. Han var sedan med i de två avgörande kvalmatcherna till Fotbolls-VM 2010 mot Bahrain där Nya Zeeland kvalificerade sig till VM för andra gången någonsin. Han är uttagen till Nya Zeelands VM-trupp 2010.